# Literatura portugalska
Literatura portugalska – literatura piękna tworzona w języku portugalskim w Portugalii, w szerszym znaczeniu literatura portugalskojęzyczna tworzona na całym świecie, w tym zwłaszcza w Brazylii. Twórczości portugalskojęzycznej nie można ściśle rozdzielić między Portugalię i Brazylię, tak samo, jak nie można kategorycznie rozdzielić literatury brytyjskiej i amerykańskiej (czego najlepszym przykładem jest poezja T.S. Eliota). W każdym razie cała twórczość powstała przed uzyskaniem przez Brazylię niepodległości zalicza się jednocześnie do tradycji europejskiej i amerykańskiej języka portugalskiego. Po portugalsku piszą też autorzy pochodzący z dawnych kolonii portugalskich – a przypomnieć trzeba, że Portugalczycy zakładali faktorie handlowe, gdzie tylko się dało – między innymi z krajów afrykańskich.
Literatura portugalska wyodrębniła się spośród innych tradycji romańskich w średniowieczu wraz z uformowaniem się języka portugalskiego. Powstał on z północno-zachodnich dialektów Półwyspu Iberyjskiego, który – co należy podkreślić – w dużej części znajdował się pod władzą Arabów. Wbrew temu, co się powszechnie w Polsce sądzi, nigdy nie ustępowała sąsiedniej literaturze hiszpańskiej. Trzeba zaznaczyć, że żyła z nią w symbiozie, a poeci portugalscy pisywali swoje wiersze również po hiszpańsku.
W średniowieczu w Portugalii, podobnie jak w nieodległej Prowansji, działali trubadurzy, uprawiający głównie poezję miłosną. Wśród nich byli João Soares de Paiva i Paio Soares de Taveirós.
Wybitnym prozaikiem średniowiecznym był Fernão Lopes, autor dzieła Kroniki królewskie. Innym ważnym dziełem dziejopisarskim jest renesansowa Kronika wielce szczęśliwego króla Dom Manuela (Crónica do Felicíssimo Rei D. Manuel) której autorem jest Damião de Góis. Kolejnym ważnym dziełem historycznym są Dekady Azji autorstwa João de Barrosa, opisujące dokonywane przez Portugalczyków odkrycia i podboje we wschodniej i południowej Azji. Utwór  ten dokończył po śmierci Barrosa Diogo do Couto. João de Barros jako jeden z pierwszych Europejczyków zainteresował się Indiami i Dalekim Wschodem. Jego monografia została oparta na świadectwach portugalskich żołnierzy, kupców i administratorów, którzy po zakończeniu służby powracali do ojczyzny, jak również na oficjalnych pismach, do których miał dostęp jako urzędnik państwowy.
Pierwszym renesansowym twórcą portugalskim był Francisco de Sá de Miranda (1481–1558). Autor ten przeszczepił na grunt literatury Portugalii włoskie formy wersyfikacyjne, w tym przede wszystkim sonet i oktawę. W ten sposób przygotował solidny fundament pod późniejsze wystąpienie Camõesa i wszystkich innych poetów. Najbardziej znanym utworem Francisca de Sá de Mirandy jest sonet O sol é grande, caem co'a calma as aves.
Poeta Garcia de Resende (1470–1536) zapisał się w historii literatury portugalskiej nie tylko jako zdolny poeta, ale przede wszystkim jako redaktor antologii Cancioneiro Geral, stanowiącej jedno z pomnikowych dzieł przełomu średniowiecza i renesansu. Zbiór ten można porównać do Antologii palatyńskiej, Carmina burana lub angielskiej Songes and Sonettes (Tottel's Miscellany).
Uczniem i następcą Francisca de Sá de Mirandy był António Ferreira (1528–1569). Autor ten był poetą i pierwszym liczącym się poważnym dramaturgiem, twórcą tragedii o Inês de Castro.
Z kolei Bernardim Ribeiro (1482–1552) jest znany jako autor poezji o modnej wtedy tematyce pasterskiej.
Dramatopisarzem i lirykiem był również Gil Vicente (ok.1465–ok.1536), który specjalizował się w komediach i tragikomediach.
Wszystkich swoich poprzedników i współczesnych przyćmił Luís Vaz de Camões (1524–1580), znany przede wszystkim jako autor narodowego eposu Portugalczyków, zatytułowanego Os Lusíadas (Luzjady, albo w nowszym i bardziej klarownym tłumaczeniu Luzytanie). Dzieło to dorównało pod każdym względem włoskim epopejom Ludovica Ariosta i Torquata Tassa, stając się jednocześnie literackim dokumentem epoki wielkich odkryć geograficznych, w której Portugalia osiągnęła status światowego mocarstwa. Użycie oktawy było naśladowane przez wielu innych twórców, zwłaszcza w okresie baroku. Camões był również, a może przede wszystkim, wybitnym i subtelnym lirykiem, a w szczególności zręcznym sonetystą. Jego wiersze liryczne przemawiają mocniej do współczesnego czytelnika niż kunsztowne akapity Luzjad. Luzjady zalicza się zazwyczaj do pierwszej setki najważniejszych utworów literatury światowej. Epos jest także ciągle tłumaczony na języki obce.
Wyrazem uznania dla Camõesa było przywołanie jego nazwiska przez Cypriana Kamila Norwida w wierszu Coś ty Atenom zrobił, Sokratesie. Luzjady w swoim wierszu Glosa wspomina także wśród najwybitniejszych poetów i dzieł słoweński romantyk France Prešeren.
Na wzór Camõesa sonety pisało w Portugalii wielu autorów. Wśród nich był szesnastowieczny poeta Pedro de Andrade Caminha.
Sonety tworzył również Manuel Maria Barbosa du Bocage (1765–1805).
Tradycje epickie Camõesa podtrzymywał w siedemnastym wieku Francisco de Sá de Meneses (1600–1664), autor eposu Malakka zdobyta (Malaca conquistada). Do epiki Camõesa nawiązywał też Gabriel Pereira de Castro (1571–1632), znany jako twórca epopei Ulisseia ou Lisboa Edificada (Ulisseja, czyli założenie Lizbony). Ten sam motyw mitologii narodowej Portugalczyków - założenie Lizbony przez Ulissesa (Odyseusza) wykorzystał również António de Sousa de Macedo w eposie Ulissipo. Epos oktawą kultywował Vasco Mouzinho de Quevedo (XVI/XVII wiek), autor dzieła Afonso Africano. Brás Garcia de Mascarenhas zastosował oktawę w eposie wojennym Viriato Trágico traktującym o bohaterskim oporze, jaki Viriatus stawiał Rzymianom. Wielki poemat oktawą, zatytułowany Prosopopéia napisał działający w Brazylii Bento Teixeira Pinto (koniec XVI wieku). Jerónimo Corte-Real był autorem dzieł epickich jak Katastrofa Sepúlvedy, w którym rozwinął do pełnowymiarowego eposu epizod z Luzjad i Dzieje drugiego oblężenia Diu. Ważnym dziełem osiemnastowiecznej epiki był brazylijski poemat autorstwa José de Santa Rita Durão (1722–1784) zatytułowany Caramuru. Jego bohaterem jest szesnastowieczny żeglarz i zdobywca Diogo Álvares Correia, nazywany też indiańskim imieniem Caramuru. Innym eposem jest O Uraguai pióra Basília da Gama (1740–1795), napisany wierszem białym.
W okresie baroku działał Frei Agostinho da Cruz (znany też jako Agostinho Pimenta, 1540–1619), który był poetą religijnym, elegikiem i sonetystą. W elegiach stosował dantejską tercynę.
Autorem pierwszego portugalskiego przekładu Pisma Świętego był protestancki pastor João Ferreira de Almeida (1628–1691). Biblia Almeidy po wielu latach pracy ukazała się etapami (NT – 1681, ST – 1751, w jednym tomie – 1819).
Siostra zakonna Mariana Alcoforado (1640–1723) uważana jest za autorkę listów, które ukazały się w tłumaczeniu francuskim i stały się jedną z najbardziej znanych książek początku osiemnastego wieku.
Wybitnym przedstawicielem oświecenia był António Diniz da Cruz e Silva (1731–1799). Kluczowe miejsce w jego dorobku zajmują sonety, choć autor wypowiadał się w różnych gatunkach i formach wersyfikacyjnych.
Najważniejszym portugalskim romantykiem był rówieśnik Adama Mickiewicza, João Baptista da Silva Leitão de Almeida Garrett, znany po prostu jako Almeida Garrett (1799–1854). Do jego najważniejszych dzieł zalicza się poemat Camões, napisany białym wierszem.
Druga faza portugalskiego romantyzmu jest znana pod nazwą ultraromantyzmu. Jego przedstawicielami byli António Augusto Soares de Passos, João de Lemos i Casimiro de Abreu.
Wybitnym poetą drugiej połowy XIX wieku był Antero de Quental (1842–1891), autor między innymi tomu Ody nowoczesne (Odes Modernas). Pisał on poematy, jak Do historii i Panteizm (Panteísmo), jak też sonety. W tym samym czasie działał też poeta Guilherme de Azevedo (1839–1882). Innym twórcą kunsztownej liryki był João de Deus (1830–1896), autor zbioru Campo de flores (1893).
Najpopularniejszym prozaikiem drugiej połowy wieku dziewiętnastego był Camilo Castelo Branco (1825–1890). Za największego symbolistę uchodzi Camilo Pessanha, autor tomiku Clepsidra, wydanego dopiero w 1922, który mocno wpłynął na poetów modernizmu. Wyrafinowaną formalnie lirykę pisała w tym czasie również Florbela Espanca.
W dwudziestym wieku największym twórcą był poeta i prozaik Fernando Pessoa, który – prawdopodobnie opierając się na wielogłosowej metodzie narracyjnej Roberta Browninga – powołał do życia kilkadziesiąt fikcyjnych osób, które nazwał heteronimami, wymyślając im profil psychologiczny i artystyczny, zwielokrotniając tym samym różnorodność swojej twórczości i stając się jednym z najoryginalniejszych autorów XX wieku, obok James Joyce’a i T.S. Eliota. Do jego najważniejszych dzieł należą tom Przesłanie (Mensagem) z 1934 roku, Poezje zebrane Alberta Caeiro (Poemas Completos de Alberto Caeiro) i Księga niepokoju (Livro do Desassossego) spisana przez Bernarda Soaresa, pomocnika księgowego w Lizbonie, wszystkie wydane po polsku. Poemat Przesłanie, będący w zamyśle autora współczesnym eposem narodowym Portugalczyków, wskrzesza mit króla Sebastiana i poświęcony jest refleksjom na temat sensu portugalskich dziejów.
Prozaik Manuel da Fonseca (1911–1993) był przedstawicielem neorealizmu i autorem powieści o tematyce chłopskiej, takich jak Posiew wichru (Seara de Vento) (1958), jak również poezji.
Światową sławę zdobył José Saramago, laureat Nagrody Nobla z 1998 roku. Jest on najpopularniejszym obecnie i zarazem najwyżej cenionym prozaikiem portugalskim. Jego twórczość budzi jednak kontrowersje i stanowi obiekt ataków ze strony środowisk konserwatywnych. Powieść Ewangelia według Jezusa Chrystusa (O Evangelho segundo Jesus Cristo) została uznana za obrazoburczą. Innym znanym utworem pisarza jest Miasto ślepców (Ensaio sobre a cegueira).
Tradycyjną poezję w formie sonetu uprawiała Virgínia Victorino (1898–1967).

## Grupy i kierunki literackie
- Abjekcjonizm – portugalska odmiana surrealizmu, ukształtowana na przełomie lat 40. i 50. XX w.[17]
- Neorealizm portugalski – nurt w literaturze portugalskiej, rozwijający się od końca lat 30. do połowy 50. XX w.[18]
- Odrodzenie Portugalskie – ugrupowanie literackie założone w Porto w 1912[19]
- „Orpheu” – modernistyczne czasopismo, ukazujące się w 1915, i grupa twórców z nim związana[20]
- „Presença” – awangardowe czasopismo, ukazujące się w latach 1927–1940, grupujące tzw. pokolenie „Presençy”[21]